# Astictoneura muhlenbergiae
Astictoneura muhlenbergiae är en tvåvingeart som först beskrevs av Marten 1893.  Astictoneura muhlenbergiae ingår i släktet Astictoneura och familjen gallmyggor. Inga underarter finns listade i Catalogue of Life.